# 2014年冬季奧林匹克運動會斯洛伐克代表團
2014年冬季奧林匹克運動會斯洛伐克代表團是斯洛伐克派出的2014年冬季奧林匹克運動會代表團，共有63名運動員參與九項目賽事。

## 獎牌
| 隊伍     | 金牌 | 銀牌 | 銅牌 | 總數 |
| 斯洛伐克 | 1    | 0    | 0    | 1    |

## 冬季兩項
| 項目                       | 金牌                                    | 金牌    | 银牌                           | 银牌    | 铜牌                           | 铜牌    |
| 女子7.5公里競速赛 （詳細） | 阿娜斯塔西婭·庫茲米娜 · 斯洛伐克（SVK） | 21:06.8 | Olga Vilukhina · 俄罗斯（RUS） | 21:26.7 | Vita Semerenko · 乌克兰（UKR） | 21:28.5 |

## 外部連結
- Slovakia at the 2014 Winter Olympics（页面存档备份，存于）